# Jorge Gaggero
Jorge Gaggero (Buenos Aires, 22 de mayo de 1972) es un guionista y director de cine argentino.

## Carrera
Jorge Gaggero comienza su carrera en el Centro de Experimentación y Realización Cinematográfica de Buenos Aires. En 1995, consiguió ser finalista de los Premios Emmy  en la sección de Mejor Documental extranjero por el programa Edición Plus. 
Su debut como realizador sería una serie de cortometrajes bajo el título Ojos de fuego. Gracias a una beca del Fondo Nacional de las Artes de Los Ängeles, Posteriormente llegaron El Mar Secreto y Un Pedazo de Tierra, galardonado en los Emma Awards y el Festival Internacional de Bilbao. Ya en Argentina, dirigió Señora Beba (con la que consiguió el Premio Condor a la mejor ópera prima) y posteriormente La seguridad de los Perros y el documental Vida en Falcón.

## Filmografía
- Sólo cuando respiro (1994)
- Ojos de fuego (1995)
- Un Pedazo de tierra (2001)
- The Secret Sea (2002)
- Cama Adentro (aka Señora Beba) (2004)
- Vida en Falcón (2005)
- Montenegro (2014)
- Cita con Perón (2015)
- En cumplimiento del deber (2022)